# Meloe tuccius
Meloe tuccius is een keversoort uit de familie van oliekevers (Meloidae). De wetenschappelijke naam van de soort is voor het eerst geldig gepubliceerd in 1792 door Rossi.